# لي جينغ
لي جينغ (9 أغسطس 1991 في الصين - ) (بالصينية: 李静) هي لاعبة كرة طائرة الصين في مركز ضارب خارجي ‏.